# Yosuke Terada
Yosuke Terada (født 8. juli 1987) er en japansk fodboldspiller.
Han har spillet for flere forskellige klubber i sin karriere, herunder YSCC Yokohama, AC Nagano Parceiro, FC Ryukyu og SC Sagamihara.